# Paradichthyinae
Sous-famille
Les Paradichthyinae sont une sous-famille de poissons téléostéens de l'ordre des Perciformes et de la famille des Lutjanidae.

## Liste des genres
- genre Symphorichthys Munro, 1967
- genre Symphorus Günther, 1872